# Bariénou
Bariénou ist ein Arrondissement im Département Donga im westafrikanischen Staat Benin. Es ist eine Verwaltungseinheit, die der Gerichtsbarkeit der Kommune Djougou untersteht.

## Demografie und Verwaltung
Gemäß der Volkszählung 2013 des beninischen Statistikamtes INSAE hatte das Arrondissement 36.738 Einwohner, davon waren 18.578 männlich und 18.160 weiblich.
Von den 122 Dörfern und Quartieren der Kommune Djougou entfallen 19 auf Bariénou:
1. Afatalanga
2. Akèkèrou
3. Bariénou
4. Bortoko
5. Dèdèra
6. Donga
7. Foyo
8. Gaouga
9. Gnansonga
10. Gnogambi
11. Gnonri
12. Gosso
13. Kokossika
14. Koua
15. Kpayèroun
16. Monè
17. Potokou
18. Tamohoun
19. Toko-Toko